# 8B족 원소
8B족 원소는 CAS에서 명명한 다음의 원소들을 가리킨다.
- 8족 원소: 철, 루테늄, 오스뮴, 하슘이 속한다.
- 9족 원소: 코발트, 로듐, 이리듐, 마이트너륨이 속한다.
- 10족 원소: 니켈, 팔라듐, 백금, 다름슈타튬이 속한다.

| Disambiguation icon | 이 문서는 명칭이 같은 여러 화합물을 연결하는 색인 문서입니다. |